# Диас, Хоакин
Хоакин Карлос Диас (исп. Joaquín Carlos Diaz; 5 июля 1948 — 11 июня 2015) — кубинский шахматист, международный мастер (1975).
В составе сборной Кубы участник 4-х Олимпиад (1968—1972, 1990). Участник межзонального турнира в Биле (1976). Победитель 2-го главного турнира мемориала Капабланки (1987) в Камагуэе.

## Изменения рейтинга
| Графики недоступны из-за технических проблем. См. информацию на Фабрикаторе и на mediawiki.org. |